# سيدي بوسكري (اداوكضل)
سيدي بوسكري هو دُوَّار يقع بجماعة سميمو، إقليم الصويرة، جهة مراكش آسفي في المملكة المغربية. ينتمي الدوّار لمشيخة اداوكضل التي تضم 3 دواوير. يقدر عدد سكانه بـ 922 نسمة حسب الإحصاء الرسمي للسكان والسكنى لسنة 2004.

## روابط خارجية
- البوابة الوطنية للجماعات الترابية نسخة محفوظة 12 مارس 2018 على موقع واي باك مشين.
- المندوبية السامية للتخطيط